# Ab nach Tibet!
Ab nach Tibet! (Teil 1: Die letzte Illusion, Teil 2: Es tut nicht mehr weh) ist eine deutsche Tragikomödie von Herbert Achternbusch. Die Uraufführung des Films fand im Rahmen des Forums der Berlinale am 16. Februar 1994 statt. Der deutsche Kinostart war am 7. April 1994.

## Handlung
Der arbeitslose Münchner Kaminkehrer Hick hat ein uneheliches Kind, Su, mit der mürrischen Klosterschwester. Su verehrt ihren Vater und träumt von einem gemeinsamen Leben in Tibet. Nach Abschaffung der Kirchensteuer, Unmengen von genossenem Bier und der symbolischen Trennung von seiner Frau kann Hick die Erde schließlich „von sich befreien“: Er wird auf dem Viktualienmarkt vom Blitz erschlagen und Su von ihrer eifersüchtigen Mutter erstochen.
Kurz darauf werden beide im Tibet des Jahres 1662 wiedergeboren und finden durch buddhistische Erleuchtung und Kontemplation in Liebe zueinander.

## Kritik
Das Lexikon des internationalen Films urteilte, der Film sei von „neo-frommem Buddhismus beseelt“ und mische „Kluges und Banales, Witziges und Törichtes“. Insgesamt sei er „weniger zynisch als frühere Achternbusch-Werke“. Im Programm der Berlinale hieß es: „In surrealistischer Manier kritisiert Achternberg Katholizismus und den erstarkenden Tibet-Trend.“